# Walter Weber (Diplomat, 1899)
Walter Maria Weber (* 11. Mai 1899 in Bochum; † 11. Juni 1979 in Bonn) war ein deutscher Diplomat in der Zeit des Nationalsozialismus und in der Bundesrepublik.

## Biografie
Weber studierte nach dem Schulbesuch Staats- und Wirtschaftswissenschaften und schloss dieses Studium 1925 mit der Staatsprüfung als Diplom-Kaufmann ab. Er trat nach seiner Promotion 1925 in den Dienst des Reichsarbeitsministeriums, in dem er in der Position eines Regierungsrats als Referent tätig war. 1934 wurde er zur besonderen Verfügung als Referent für Sozialpolitik an die Botschaft nach London entsandt. Am 1. August 1937 trat er der NSDAP bei.
1938 wechselte er dann in den Diplomatischen Dienst und blieb zunächst bis 1939 als Mitarbeiter in der Wirtschafts- und Konsularabteilung der Botschaft in London tätig. Im Anschluss befand er sich von 1939 bis 1940 an der Botschaft in Oslo sowie nach zwischenzeitlichen Tätigkeiten im Auswärtigen Amt von 1940 bis 1941 sowie von 1942 bis 1943 an der Botschaft in Lissabon.
Nach dem Ende des Zweiten Weltkrieges war er zunächst Mitarbeiter im Deutschen Büro für Friedensfragen in Stuttgart, ehe er sich von 1949 bis 1953 in Schweden aufhielt. Am 17. Juni 1953 wurde er wieder in den diplomatischen Dienst übernommen und war zunächst bis 1954 Leiter des Referats 415 (Südamerika, Mittelamerika). Im Anschluss war er zwischen 1954 und 1956 Leiter des Referats 416 (Mittlerer Osten, Naher Osten, Afrika). In dieser Funktion wurde er im November 1954 zum Vortragenden Legationsrat ernannt.
Danach wurde Weber im Oktober 1956 Gesandter in Syrien. Mit der Eingliederung Syriens in die Vereinigte Arabische Republik im Februar 1958 fand seine Tätigkeit in Damaskus ihr Ende. Nach Abwicklung der Amtsgeschäfte kehrte er im Mai 1958 in das Auswärtige Amt zurück und wurde im Rang eines Vortragenden Legationsrates 1. Klasse zum Ständigen Vertreter des Leiters der Kulturabteilung ernannt.
Zuletzt war er als Nachfolger von Walther Becker von Mai 1959 bis zu seinem altersbedingten Eintritt in den Ruhestand 1964 Botschafter in Ägypten. In diesem Amt folgte ihm anschließend Georg Federer.